# Bréry
Bréry foi uma comuna francesa na região administrativa de Borgonha-Franco-Condado, no departamento de Jura. Estendia-se por uma área de 4,85 km². Em 2010 a comuna tinha 214 habitantes (densidade: 44,1 hab./km²).
Em 1 de janeiro de 2019, passou a formar parte da comuna de Domblans.